# Ущелина Крици
Ущелина Крици (грец. Φαράγγι Κριτσάς [fa'ragi kri'tsas]), або Хавга — вузька ущелина, за 16 км від селища Крица, на північ від міста Айос-Ніколаос, на острові Крит в Греції.
Ущелина простягається на відстань близько 13 км на східній окраїні плато Катара. Глибина ущелини сягає 300 м, а ширина не менше 1,5 м. Дві скелі утворюють тут вхід у масив печер, які були часто використовувались критськими революціонерами і союзними силами під час німецької окупації.
Для туристів прокладено спеціальний, відносно простий маршрут Н1, який веде до руїн стародавнього міста Лато.